# تاتیانا توماشووا
تاتیانا توماشووا (روسی: Татьяна Ивановна Томашова؛ زادهٔ ۱ ژوئیهٔ ۱۹۷۵) دونده دو استقامت، دونده دو نیمه‌استقامت، و ورزشکار دو و میدانی اهل اتحاد جماهیر شوروی سوسیالیستی است.